# 야당 (영화)
《야당》은 2025년 4월 16일 개봉한 대한민국의 범죄 액션 영화다. 

## 시놉시스
대한민국 마약 수사의 뒷거래 모든 것은 야당으로부터 시작된다! 누명을 쓰고 교도소에 수감된 이강수(강하늘)는 검사 구관희(유해진)로부터 감형을 조건으로 야당을 제안받는다. 강수는 관희의 야당이 돼 마약 수사를 뒤흔들기 시작하고, 출세에 대한 야심이 가득한 관희는 굵직한 실적을 올려 탄탄대로의 승진을 거듭한다. 한편, 마약수사대 형사 오상재(박해준)는 수사 과정에서 강수의 야당질로 번번이 허탕을 치고, 끈질긴 집념으로 강수와 관희의 관계를 파고든다. 마약판을 설계하는 브로커 강수, 더 높은 곳에 오르려는 관희, 마약 범죄 소탕에 모든 것을 건 상재. 세 사람은 각자 다른 이해관계로 얽히기 시작하는데…

## 캐스팅

### 주연
- 강하늘 : 마약상 이강수 역
- 유해진 : 구관희 검사 역
- 박해준 : 오상재 형사 역

### 조연
- 류경수 : 조훈 역
- 채원빈 : 엄수진 역
- 우지현 : 오재철 역
- 곽자형 : 박 형사 역
- 김찬형
- 유성주 : 염태수 역
- 이서환 : 김승환 역
- 김금순
- 이정수 :
- 강지운 : 수사관 역
- 조완기
- 서광재 : 검찰총장 역
- 임성균

## 참고 사항
- '야당'은 마약사범들 중 경찰이나 검찰 등의 수사 기관에게 정보를 제공하는 부류들을 일컫는 은어다.[2][3]. 마약 범죄의 특성 상 외부에서 정보를 얻는 게 극히 힘들기에 수사 기관에서도 이 '야당'들의 정보가 무척 중요할 수밖에 없다. '야당'들은 마약 범죄 정보들을 검찰이나 경찰에 제공하고 본인의 금전적 이득이나 본인의 처벌을 감경 받는 등의 혜택을 얻는 것으로 알려졌다. 그러다 보니 때에 따라선 이 '야당'들이 수사 기관을 이용하는 경우도 존재한다. 영화에서 묘사된 대표적인 '야당' 마약범죄자는 사생결단에서 류승범이 연기한 마약상 '이상도'가 있다.